# Подгорное (Башкортостан)
Подго́рное (баш. Подгорный) — село в Кугарчинском районе Башкортостана, административный центр Чапаевского сельсовета.

## Географическое положение
Расстояние до:
- районного центра Мраково: 23 км,
- ближайшей ж/д станции (Мелеуз): 58 км.

## Население
| 2002 | 2009 | 2010 | 2012 | 2013 | 2014 | 2015 |
| ---- | ---- | ---- | ---- | ---- | ---- | ---- |
| 638  | ↗645 | ↘566 | ↘551 | ↘530 | ↘514 | ↘512 |
| 2016 | 2017 |      |      |      |      |      |
| ↗518 | ↘507 |      |      |      |      |      |

Национальный состав
Согласно переписи 2002 года, преобладающая национальность — русские (70 %).

## Известные уроженцы
- Жувасин, Павел Алексеевич (1908 — 4 октября 1944) — помощник командира взвода автоматчиков 307-го гвардейского стрелкового полка (110-я гвардейская стрелковая дивизия, 37-я армия, Степной фронт), гвардии старший сержант, Герой Советского Союза[11].
- Павлов, Фёдор Максимович (17 августа 1905 — 12 марта 1996) — управляющий районного объединения «Сельхозтехника», Депутат Верховного Совета Башкирской АССР II, III, IV, V созывов (1947—1963), Герой Социалистического Труда[12].